# Wezwanie do zapłaty
Wezwanie do zapłaty – dokument wysłany w trakcie procesu windykacji, który zawiera wezwanie do uregulowania należności w określonym czasie.
Istotne elementy wezwania do zapłaty:
1. wskazanie wysokości zaległej płatności z wyszczególnieniem odsetek;
2. określenie terminu spełnienia świadczenia;
3. określenie, w jaki sposób mają zostać przekazane wierzycielowi pieniądze (np. za pomocą przelewu na rachunek bankowy)
4. określenie konsekwencji, jakie mogą nastąpić po braku zapłaty ze strony dłużnika.

Wezwanie do zapłaty wysyła się najczęściej pocztą listem poleconym, ale istnieją też inne możliwości wysłania wezwania do zapłaty za pomocą SMS i e-maili.
Odsetki mogą być naliczane od następnego dnia roboczego po dniu wymagalności roszczenia. Oznacza to, iż gdy termin zapłaty wypada w np. sobotę, to przesuwany jest na poniedziałek. Odsetki mogą zatem być naliczane dopiero od wtorku włącznie. Pod warunkiem że poniedziałek i wtorek są dniami roboczymi. Wyróżnia się odsetki: umowne, ustawowe, ustawowe za opóźnienie, ustawowe za opóźnienie w transakcjach handlowych. Wezwanie do zapłaty może wysłać każda osoba fizyczna bądź prawna, podejmująca się odzyskania zaległych należności.

## Dopuszczalność wzywania do zapłaty w świetle RODO
Po wejściu w życie Rozporządzenia Parlamentu Europejskiego i Rady (UE) 2016/679 z dnia 27 kwietnia 2016 r. w sprawie ochrony osób fizycznych w związku z przetwarzaniem danych osobowych i w sprawie swobodnego przepływu takich danych oraz uchylenia dyrektywy 95/46/WE (ogólne rozporządzenie o ochronie danych) (Dz. U. UE. L. z 2016 r. Nr 119, str. 1 z późn. zm.) powstało wiele wątpliwości odnośnie do tego w jakim zakresie można przetwarzać dane osobowe. Wątpliwości takie powstały także w związku z koniecznością wzywania do zapłaty dłużników. Uznaje się, iż wzywanie dłużników do zapłaty jest dopuszczalne w świetle RODO. Podstawą  prawną dla takiego twierdzenia jest art. 6 ust. 1 lit f RODO. Wynika z niego m.in., że zgodne z prawem jest przetwarzanie danych osobowych celów wynikających z prawnie uzasadnionych interesów. Podstawą prawnie uzasadnionego interesu wierzyciela jest zaś dochodzone przez niego roszczenie.